# Gare de Crêches-sur-Saône
Gare de Crêches-sur-Saône vasútállomás Franciaországban, Crêches-sur-Saône településen.

## Vasútvonalak
Az állomást az alábbi vasútvonalak érintik:
- Párizs–Marseille-vasútvonal

## Kapcsolódó állomások
A vasútállomáshoz az alábbi állomások vannak a legközelebb:
- Gare de Mâcon-Ville
- Gare de Pontanevaux